# 下間都代子
下間 都代子（しもつま とよこ、7月14日 - ）はナレーター、FM802の元アナウンサー。
日本道路交通情報センターのアナウンサーからFM802アナウンサーに転身。その後ナレーターとして多くのCMナレーションや、駅自動放送などで活躍している。一時期はラジオにも出演していた。趣味は旅行、スポーツ、音楽など。

## 番組ナレーション
- 朝日放送テレビ『キャスト』[1]
- NHK総合『ひょうご再発見』
- MBSラジオ『宗教の時間』 など

## CMナレーション
- 小林製薬
- ヨドバシカメラ
- リーブ21
- サカイ引越センター（2016年11月 - 2017年10月）など

## その他
- 京阪電気鉄道 駅構内放送
- 高松琴平電気鉄道瓦町駅 構内放送
- 和歌山バス・和歌山バス那賀 車内放送
- 阪急バス 旧車内放送（レシップ製の音声合成に変更された為廃止。）
- 近鉄バス 旧テープ時代の車内放送（現在はプロダクション・タンク所属の鈴木佑梨が担当。）
- 南海電気鉄道 特急こうや・りんかん車内放送
- トモテツバス 車内放送
- 阪急電鉄 車内放送
- ゲーム『TRAIN CREW』館浜特急 車内放送

など

## 著書
- 「この人なら!」と秒で信頼される声と話し方（日本実業出版社、2024年5月17日発売）

## ラジオゲスト出演
- 朝日放送ラジオ『おはようパーソナリティ古川昌希です』（2022年6月10日・2023年12月8日・2024年5月31日）
- 朝日放送ラジオ『ドッキリ!ハッキリ!三代澤康司です』（2024年7月1日）
- 朝日放送ラジオ『ABCフレッシュアップベースボールスペシャル 下間都代子の秒でおまかせ』（2024年7月18日）